# Jeździectwo na Letnich Igrzyskach Olimpijskich 2020
Jeździectwo na Letnich Igrzyskach Olimpijskich 2020 rozegrane zostało między 24 lipca a 7 sierpnia 2021 w Baji Koen. W turnieju olimpijskim rozegrane zostało sześć konkurencji.

## Kwalifikacje
Zasady kwalifikacji
- Ujeżdżenie:
  - W zawodach drużynowych zakwalifikować można się było poprzez Światowe Igrzyska Jeździeckie (siedem miejsc) i zawody kwalifikacyjne (trzy miejsca z Mistrzostw Europy, dwa miejsca z Igrzysk Panamerykańskich oraz po jednym miejscu z zawodów kwalifikacyjnych, których jest dwa). Ostatnie miejsce było przeznaczone dla gospodarza Igrzysk Olimpijskich.
  - W zawodach indywidualnych automatyczną kwalifikację otrzymali członkowie drużyn zakwalifikowanych do zawodów drużynowych. Dodatkowe miejsca otrzymali zawodnicy z rankingu z dnia 31 grudnia 2019 (cztery miejsca dla Ameryk, po dwa miejsca dla południowo-zachodniej Europy, środkowej i wschodniej Europy i środkowej Azji, Afryki i Bliskiego Wschodu oraz dla południowo-wschodniej Azji oraz Oceanii oraz jedno miejsce dla północno-zachodniej Europy).
- WKKW:
  - W zawodach drużynowych zakwalifikować można się było poprzez Światowe Igrzyska Jeździeckie (sześć miejsc) i zawody kwalifikacyjne (dwa miejsca z Mistrzostw Europy, Igrzysk Panamerykańskich oraz jednych zawodów kwalifikacyjnych, jedno miejsce z jednych zawodów kwalifikacyjnych oraz z Pucharu Narodów). Ostatnie miejsce jest przeznaczone dla gospodarza Igrzysk Olimpijskich.
  - W zawodach indywidualnych automatyczną kwalifikację otrzymali członkowie drużyn zakwalifikowanych do zawodów drużynowych. Dodatkowe miejsca otrzymali zawodnicy z rankingu z dnia 31 grudnia 2019 (po dwa miejsca dla północno-zachodniej Europy, południowo-zachodniej Europy, północno-zachodniej Europy środkowej środkowej i wschodniej Europy i środkowej Azji, Ameryki Północnej i Angielskich Karaibów, Ameryki Środkowej i Południowej i dla południowo-wschodniej Azji oraz Oceanii oraz jedno miejsce dla Afryki i Bliskiego Wschodu). Ostatnie sześć miejsc stanowiły „dzikie karty”.
- Skoki:
  - W zawodach drużynowych zakwalifikować można się było poprzez Światowe Igrzyska Jeździeckie (sześć miejsc) i zawody kwalifikacyjne (trzy miejsca z Mistrzostw Europy, Igrzysk Panamerykańskich, po dwa miejsca z dwóch zawodów kwalifikacyjnych oraz po jednym miejscu z dwóch zawodów kwalifikacyjnych oraz z Pucharu Narodów). Ostatnie miejsce było przeznaczone dla gospodarza Igrzysk Olimpijskich.
  - W zawodach indywidualnych kwalifikację otrzymali członkowie drużyn zakwalifikowanych do zawodów drużynowych. Cztery miejsc otrzymali zwycięzcy Igrzysk Panamerykańskich. Dodatkowe miejsca otrzymali zawodnicy z rankingu z dnia 31 grudnia 2019 (po dwa miejsca dla północno-zachodniej Europy, południowo-zachodniej Europy, północno-zachodniej Europy środkowej środkowej i wschodniej Europy i środkowej Azji, Afryki i Bliskiego Wschodu, południowo-wschodniej Azji oraz Oceanii). Ostatnie miejsce stanowiła „dzika karta”.

| Państwo           | Indywidualnie | Indywidualnie | Indywidualnie | Drużynowo  | Drużynowo | Drużynowo | Suma |
| Państwo           | Ujeżdżenie    | WKKW          | Skoki         | Ujeżdżenie | WKKW      | Skoki     | Suma |
| ----------------- | ------------- | ------------- | ------------- | ---------- | --------- | --------- | ---- |
| Argentyna         |               |               | 3             |            |           | X         | 3    |
| Australia         | 3             | 3             | 3             | X          | X         | X         | 9    |
| Austria           | 3             | 2             |               | X          |           |           | 5    |
| Białoruś          |               | 2             |               |            |           |           | 2    |
| Belgia            | 3             | 1             | 3             | X          |           | X         | 7    |
| Brazylia          | 1             | 3             | 3             |            | X         | X         | 7    |
| Kanada            | 3             | 2             | 1             | X          |           |           | 6    |
| Chile             | 1             |               | 1             |            |           |           | 2    |
| Chiny             |               | 3             | 3             |            | X         | X         | 6    |
| Kolumbia          |               |               | 1             |            |           |           | 1    |
| Czechy            |               | 2             | 3             |            |           | X         | 5    |
| Dania             | 3             | 1             | 1             | X          |           |           | 5    |
| Dominikana        | 1             |               | 1             |            |           |           | 2    |
| Ekwador           |               | 1             |               |            |           |           | 1    |
| Egipt             |               |               | 3             |            |           | X         | 3    |
| Estonia           | 1             |               |               |            |           |           | 1    |
| Finlandia         | 1             |               |               |            |           |           | 1    |
| Francja           | 3             | 3             | 3             | X          | X         | X         | 9    |
| Niemcy            | 3             | 3             | 3             | X          | X         | X         | 9    |
| Wielka Brytania   | 3             | 3             | 3             | X          | X         | X         | 9    |
| Hongkong          |               | 1             |               |            |           |           | 1    |
| Indie             |               | 1             |               |            |           |           | 1    |
| Irlandia          | 1             | 3             | 3             |            | X         | X         | 7    |
| Izrael            |               |               | 3             |            |           | X         | 3    |
| Włochy            | 1             | 3             | 1             |            | X         |           | 5    |
| Japonia           | 3             | 3             | 3             | X          | X         | X         | 9    |
| Jordania          |               |               | 1             |            |           |           | 1    |
| Łotwa             |               |               | 1             |            |           |           | 1    |
| Luksemburg        | 1             |               |               |            |           |           | 1    |
| Meksyk            | 1             |               | 3             |            |           | X         | 4    |
| Maroko            | 1             |               | 3             |            |           | X         | 4    |
| Holandia          | 3             | 2             | 3             | X          |           | X         | 8    |
| Nowa Zelandia     |               | 3             | 3             |            | X         | X         | 6    |
| Norwegia          |               |               | 1             |            |           |           | 1    |
| Polska            |               | 3             |               |            | X         |           | 3    |
| Portugalia        | 3             |               | 1             | X          |           |           | 4    |
| Portoryko         |               | 1             |               |            |           |           | 1    |
| ROC               | 3             | 2             |               | X          |           |           | 5    |
| Singapur          | 1             |               |               |            |           |           | 1    |
| Południowa Afryka | 1             | 1             |               |            |           |           | 2    |
| Korea Południowa  | 1             |               |               |            |           |           | 1    |
| Hiszpania         | 3             | 1             | 1             | X          |           |           | 5    |
| Sri Lanka         |               |               | 1             |            |           |           | 1    |
| Szwecja           | 3             | 3             | 3             | X          | X         | X         | 9    |
| Szwajcaria        | 1             | 3             | 3             |            | X         | X         | 7    |
| Syria             |               |               | 1             |            |           |           | 1    |
| Chińskie Tajpej   |               |               | 1             |            |           |           | 1    |
| Tajlandia         |               | 3             |               |            | X         |           | 3    |
| Ukraina           | 1             |               | 1             |            |           |           | 2    |
| Stany Zjednoczone | 3             | 3             | 3             | X          | X         | X         | 9    |
| Suma: 50 państw   | 60            | 65            | 75            | 15         | 15        | 20        | 200  |

## Medaliści
| Konkurencja              | Złoto                                                                    | Rezultat | Srebro                                                               | Rezultat | Brąz                                                                | Rezultat |
| Skoki indywidualnie      | Ben Maher                                                                | 37,85    | Peder Fredricson                                                     | 38,02    | Maikel van der Vleuten                                              | 38,90    |
| Skoki drużynowe          | Szwecja Henrik von Eckermann · Malin Baryard-Johnsson · Peder Fredricson | 235,65   | Stany Zjednoczone Laura Kraut · Jessica Springsteen · McLain Ward    | 237,20   | Belgia Pieter Devos · Jérôme Guery · Grégory Wathelet               | 242,02   |
| Ujeżdżenie indywidualnie | Jessica von Bredow-Werndl                                                | 91,732   | Isabell Werth                                                        | 89,657   | Charlotte Dujardin                                                  | 88,543   |
| Ujeżdżenie drużynowe     | Niemcy Dorothee Schneider · Isabell Werth · Jessica von Bredow-Werndl    | 8178,0   | Stany Zjednoczone Adrienne Lyle · Steffen Peters · Sabine Schut-Kery | 7747,0   | Wielka Brytania Carl Hester · Charlotte Fry · Charlotte Dujardin    | 7723,0   |
| WKKW indywidualnie       | Julia Krajewski                                                          | 26,00    | Tom McEwen                                                           | 29,30    | Andrew Hoy                                                          | 29,60    |
| WKKW drużynowo           | Wielka Brytania Tom McEwen · Laura Collett · Oliver Townend              | 86,30    | Australia Kevin McNab · Shane Rose · Andrew Hoy                      | 100,20   | Francja Nicolas Touzaint · Florent Karim Laghouag · Christopher Six | 101,50   |

## Tabela medalowa
| Miejsce | Państwo           | Złoto | Srebro | Brąz | Razem |
| ------- | ----------------- | ----- | ------ | ---- | ----- |
| 1       | Niemcy            | 3     | 1      | 0    | 4     |
| 2       | Wielka Brytania   | 2     | 1      | 2    | 5     |
| 3       | Szwecja           | 1     | 1      | 0    | 2     |
| 4       | Stany Zjednoczone | 0     | 2      | 0    | 2     |
| 5       | Australia         | 0     | 1      | 1    | 2     |
| 6       | Belgia            | 0     | 0      | 1    | 1     |
| 6       | Francja           | 0     | 0      | 1    | 1     |
| 6       | Holandia          | 0     | 0      | 1    | 1     |
| Ogółem  | Ogółem            | 6     | 6      | 6    | 18    |